# 스리랑카의 미술
스리랑카의 미술 또는 실론의 미술은 여러 그림과 조각 건축물을 포함한 다양한 미술 형태를 이루고 있다.
이미 아소카왕(王) 시대(기원전 3세기)에 불교가 유포되고, 수도 아누라다프라 근처에 투파라마라는 불탑이 처음으로 세워졌다. 사리(舍利)나 탑파 숭배(塔婆崇拜)를 중심으로 하였으나, 장로부(長老部) 등의 소승부파(小乘部派)가 득세(得勢)하여 조형활동은 별로 활발치 못하였고, 유구유품(遺構遺品)이 그리 많지 못하다.
물론 탑파(塔婆)나 석굴승원(石窟僧院)·탑원(塔院) 등도 만들어져 8∼9세기에 적으나마 대승불교(大乘佛敎)의 조불활동도 진행되고 있었다.
실론의 불탑은 일반적으로 '다가바'라고 불리는 3층의 원형기대(圓形基台) 위에 반구형복발(半球形覆鉢), 또는 평두(平頭)·산석(傘石)이 정상에 만들어지는 구조를 갖고 있어, 인도 스투파의 기본형을 모방한 것이었다.
더구나 소승부파(小乘部派)의 보수성(保守性)을 뒷받침이나 하는 듯이 스투파의 기본형을 언제까지나 보존하며 고형(古形)을 답습하고 있다. 불상의 사당(祠堂)인 금당 건축(金堂建築)이 필요치 않았기 때문에 다가바의 규모형식(規模形式)이 대단히 크게 만들어져 있는 것도 그 특색의 하나일 것이다. 아누라다프라의 4대탑(四大塔), 그 중에서도 루반에리탑(기원전 2세기 말 건립)은 복발(覆鉢)의 직경이 77m나 되며, 제타바나라마탑(塔) 등과 더불어 작은 산 같은 인상조차 주고 있다. 복발부분(覆鉢部分)은 연와축조(煉瓦築造)로 기단(基壇)에 와하르카다라고 불리는 석대(石臺)가 있으며, 거기에 건축 장식으로 상두(象頭)·마카라어(魚) 등의 조각이 있다.
실론 벽화로 유명한 것은 시기리야 석굴벽화(石窟壁畵)이다. 5세기 말에 그려진 풀가사리 모르타르 벽화(壁畵)로 운중부인공양도(雲中婦人供養圖)라는 주제아래 하반신(下半身)이 운무 속에 묻혀 있고, 상반신 나형(上半身裸形)의 육감적인 여성이 연화(蓮華)를 산화(散華)하는 순간을 묘사하고 있다. 유동감(流動感)이 넘쳐 흐르는 듯한 거침없는 살결의 윤곽과 미태(媚態)를 머금은 매혹적인 큰 눈매는 황색 바탕에 적갈색 피부색의 채색 효과(彩色效果) 등과 더불어 우수한 작품으로서 주목을 받으며, 인도식(式) 고화(古畵)의 일례(一例)라고 알려져 있다.
불상유례(佛像遺例)도 시기리야에서 석불두(石佛頭)가 출토되고 그것은 실론섬(島)에 가까운 인도의 키스트나강(江)의 안드라조(朝) 후기 벤기파(派)의 유품과 유사하다. 그리고 아누라다프라 출토의 청동제불입상(靑銅製佛立像, 6세기)을 위시하여 각지에서 비슷한 석조(石造)·동조(銅造)의 유품도 출토되어, 남(南)인도 벤기파(派)의 영향하에 조립되었음이 밝혀졌다. 재미있는 것은 8세기∼9세기 아누라다프라에 삼고저나 방울(鈴) 등의 밀교법구(密敎法具)가 출토되어 이 고장에 밀교(密敎)가 행해졌던 것과, 그리고 힌두교 사당(祠堂)도 만들어져 인도의 힌두교 건축의 모방이 행해졌던 것을 알 수 있다. 또한 남(南)인도의 힌두교 청동소상(靑銅小像)도 이 고장에 박재(舶載)되었던 것으로 보이며 실론섬 각지에서 출토되고 있다. 12세기에 제2의 수도가 되었던 곳인 포론나르와에도 불교유적이 많고 불상이나 불전도(佛傳圖)·열반상(涅槃像) 등이 만들어졌으나 조형상으로는 쇠퇴해 있었다.